# Zasada tolerancji ekologicznej Shelforda
Zasada Shelforda – sformułowana przez Ernesta Shelforda zasada mówiąca, iż zarówno zbyt niskie, jak i zbyt wysokie natężenie różnych czynników ekologicznych wpływa na organizmy ograniczająco. Możliwość bytowania organizmów określają dwie wartości, tzw. ekstrema działającego czynnika: minimum i maksimum. Zakres między minimum a maksimum nazywa się zakresem tolerancji. Ze względu na tolerancyjność wyróżnia się:
- eurybionty – organizmy charakteryzujące się wysoką tolerancją względem danego czynnika środowiska;
- stenobionty – organizmy charakteryzujące się niską tolerancją względem danego czynnika środowiska.